# Uragano Ida
L'uragano Ida è stato un uragano atlantico di categoria 4. Con venti massimi di 240 km/h e una pressione centrale minima di 930 mbar al momento dell'approdo, Ida è stato il secondo uragano più forte di sempre ad approdare in Louisiana in termini di pressione centrale minima, dietro solo all'uragano Katrina del 2005, e il più forte in termini di venti massimi sostenuti, a pari merito con l'uragano Laura del 2020 e l'uragano "Last Island" del 1856.
L'impatto di Ida ha causato pesanti danni infrastrutturali nella Louisiana meridionale, pari ad un costo di almeno 15 miliardi di dollari. I resti extratropicali di Ida hanno inoltre generato un distruttivo tornado outbreak e storiche alluvioni che hanno interessato diverse zone del Nordest. Ida ha provocato 68 vittime dirette (di cui 29 in New Jersey, 18 nello stato di New York, 10 in Louisiana, 5 in Pennsylvania, 2 in Mississippi, 2 in Maryland, una in Connecticut e una in Virginia) e 23 indirette (di cui 21 in Louisiana e 2 in Alabama). I danni totali sono stati stimati in oltre 50 miliardi di dollari.

## Storia della tempesta

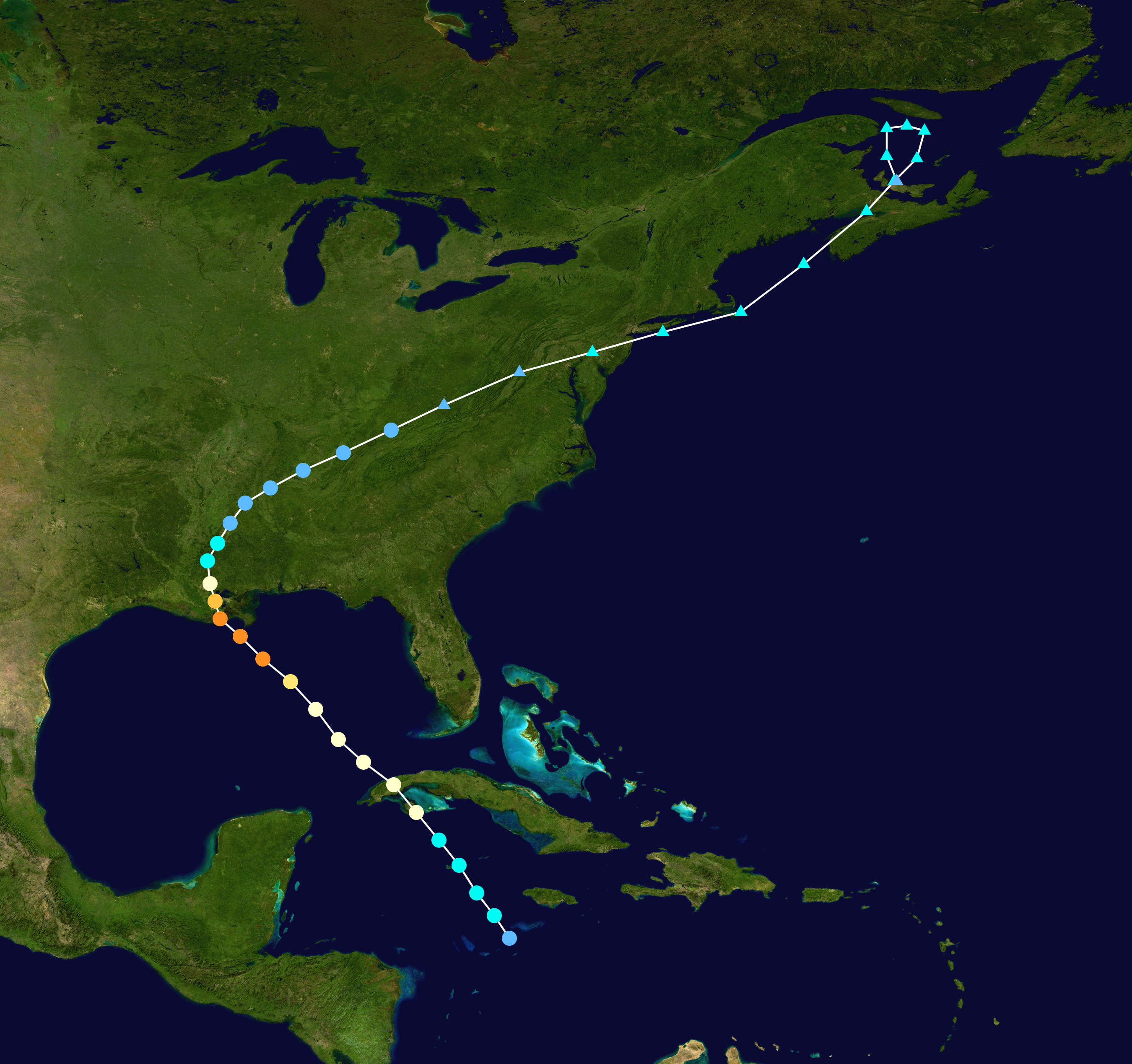
Mappa dell'intensità dell'uragano Ida lungo il suo percorso.

La mattina del 23 agosto 2021 il National Hurricane Center (NHC) ha iniziato a monitorare un'onda tropicale localizzata nel mare Caraibico orientale e in movimento verso ovest, in vista di una possibile ciclogenesi tropicale. Dopo essersi mossa al largo delle coste del Venezuela durante il 24 agosto, tra il 25 e il 26 agosto la perturbazione è diventata sempre più organizzata e alle 15:00 UTC del 26 agosto è stata classificata dal NHC come depressione tropicale nove, mentre si trovava 180 km a sud-sud-est della Giamaica. Poche ore più tardi, alle 21:20 UTC, i dati forniti da un volo di ricognizione hanno evidenziato che la depressione si era rafforzata a tempesta tropicale, ricevendo il nome Ida.
La mattina del 27 agosto la tempesta si è mossa a nord di Grand Cayman e ha iniziato ad intensificarsi rapidamente. Alle 17:10 UTC Ida è diventata un uragano di categoria 1 e poco dopo, alle 18:00 UTC, è approdata sull'Isola della Gioventù con venti massimi di 120 km/h. Dopo aver attraversato il golfo di Batabanó, l'uragano ha effettuato un secondo approdo, con venti sostenuti di 130 km/h, nella provincia cubana di Pinar del Río alle 23:25 UTC. Alle 03:00 UTC del 28 agosto Ida si è mossa sulle acque del golfo del Messico, in condizioni ambientali estremamente favorevoli. Durante il pomeriggio un occhio ben definito ha iniziato ad apparire nelle immagini satellitari e alle 18:00 UTC Ida si è rafforzata ad uragano di categoria 2, dando avvio ad una seconda fase di rapida intensificazione. Alle 06:00 UTC del 29 agosto Ida è diventata un uragano di categoria 3 e poco dopo, alle 07:00 UTC, di categoria 4, con venti di 215 km/h. Alle 14:00 UTC, mentre si trovava appena 65 km a sud della costa della Louisiana, Ida ha raggiunto il picco di intensità con venti massimi sostenuti di 240 km/h e una pressione centrale minima di 929 mbar.

Sequenza di immagini satellitari di Ida dopo l'approdo in Louisiana.

Lo sviluppo di un secondo muro dell'occhio ha quindi interrotto l'intensificazione e alle 16:55 UTC Ida è approdata a Port Fourchon, nella parrocchia di Lafourche, con un'intensità pressoché invariata rispetto al picco. Alle 19:00 UTC Ida ha effettuato un secondo approdo nei pressi di Galliano, con venti massimi di 235 km/h e una pressione centrale minima di 934 mbar. Dopo il secondo approdo, nonostante l'interazione con la terra ferma, l'uragano è rimasto ben organizzato, mantenendo un occhio ben visibile e venti di oltre 200 km/h per altre quattro ore. La mattina del 30 agosto l'occhio si è oscurato e Ida ha iniziato a indebolirsi rapidamente, venendo declassata a prima a tempesta tropicale alle 09:00 UTC, e poi a depressione alle 21:00 UTC, mentre si trovava sopra il Mississippi centrale.

## Preparazione

### Caraibi
La mattina del 26 agosto il governo delle Isole Cayman ha emesso un allarme tempesta per le isole di Grand Cayman, Little Cayman e Cayman Brac, mentre il governo di Cuba ha emanato un allarme simile per le provincie di Matanzas, Mayabeque, L'Avana, Artemisa e Pinar del Río e per l'Isola della Gioventù. Il giorno successivo il governo cubano ha sostituito l'allarme tempesta per Artemisa, Pinar del Río e l'Isola della Gioventù con un allarme uragano. Oltre 10 000 persone sono state evacuate nella provincia di Pinar del Río in previsione dell'arrivo di Ida.

### Stati Uniti

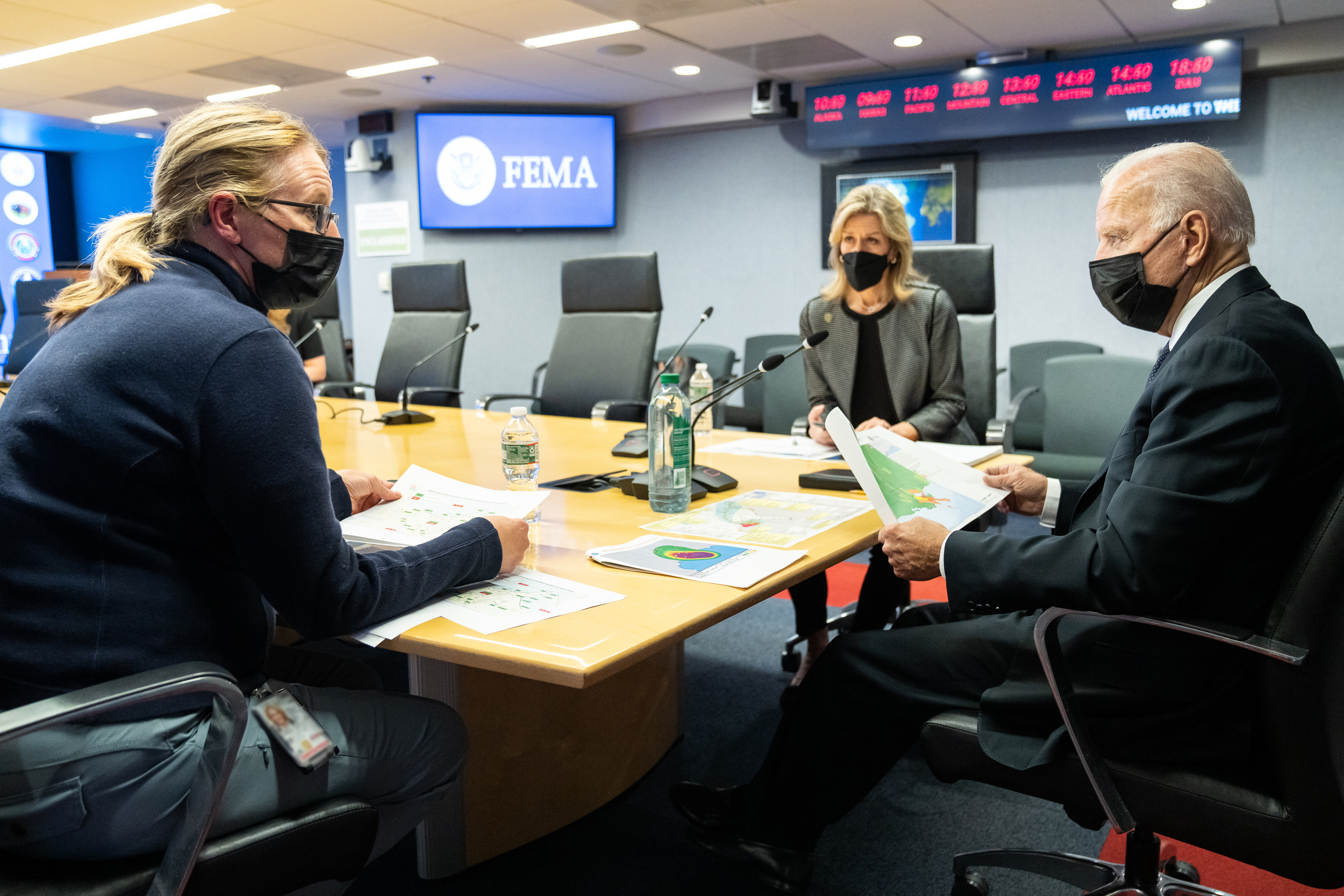
Il presidente Joe Biden ad un incontro con membri della FEMA.

La sera del 26 agosto il National Hurricane Center (NHC) ha emesso le prime allerte per le coste di Louisiana, Mississippi e Alabama. Il 27 agosto il governatore della Louisiana John Bel Edwards ha dichiarato lo stato di emergenza e il NHC ha modificato diverse delle allerte in allarmi: un allarme uragano è stato dichiarato per la costa della Louisiana a est di Intracoastal City, inclusa la città di New Orleans, mentre un allarme tempesta è stato dichiarato per l'intera costa del Mississippi e per la costa della Louisiana tra Intracoastal City e Cameron. In aggiunta, un allarme per l'onda di tempesta è stato emanato per la costa tra il Rockefeller Wildlife Refuge e il confine tra Mississippi e Alabama. Evacuazioni obbligatorie sono state ordinate per le intere parrocchie di Terrebonne, Saint Charles e Lafourche, per parte di quella di Plaquemines e per il comune di Grand Isle. La città di New Orleans ha invece emesso un ordine di evacuazione obbligatoria per i residenti situati fuori del sistema di argini, mentre per le zone protette dagli argini sono state avviate evacuazioni volontarie. Il 28 agosto il NHC ha esteso l'allarme tempesta e quello per l'onda di tempesta all'intera costa dell'Alabama.